# Le Guépiot

Le Guépiot est un film français réalisé par Joska Pilissy, sorti en 1981.

## Fiche technique
- Titre :  Le Guépiot
- Réalisation : Joska Pilissy
- Scénario : Joska Pilissy et Viviane Villamont, d'après l'œuvre originale de Viviane Villamont
- Production :
  - Producteur délégué : Gérard Croce
  - Producteur exécutif : Léo L. Fuchs
- Société de production : Antenne 2, Viaduc Productions
- Distributeur d'origine : UGC - Union Générale Cinématographique
- Photographie : Jean Badal
- Musique : Gérard Gustin
- Montage : Nicole Gauduchon, Laura Kassapian
- Décors : Yves-André Denes, Bernard Maggi
- Pays d'origine :  France
- Durée : 90 minutes
- Date de sortie : 17 juin 1981
- Affiche : Jean Mascii (France)

## Distribution
- Bernard Fresson : Claude Guénaud, le père
- Emilie Montgenet : Viviane, "le Guépiot"
- Olivia Dutron : sœur Saint-Ignace
- Evelyne Dress : Madeleine, la mère
- Juliette Mills : la mère supérieure
- Annie Bertin : Marie-Josèphe
- Marlène Anconina : sœur Marie-Cécile
- Bernard Cazassus : Bistouquet
- Michel Charrel : gendarme
- Gérard Croce : curé
- Georges Poujouly : docteur
- Marcel Gassouk : Mathurin
- Sophie Planson
- Gaétane de Soos : Claude
- Rose Thierry : sœur Léonie
- Roger Trapp (gendarme)
- Jacques Bryland